# Louvicourt (Québec)
Pour les articles homonymes, voir Louvicourt.
Louvicourt est une ancienne municipalité et, depuis 1995, un secteur de la ville de Val-d'Or, situé dans la région administrative de l'Abitibi-Témiscamingue, au Québec, précisément dans la municipalité régionale de comté de la Vallée-de-l'Or. 
Il s'agit du premier lieu habité en Abitibi-Témiscamingue croisé au nord de la réserve faunique La Vérendrye sur la route 117. 
Louvicourt est par ailleurs fondée dans les années 1930 en raison de l'inauguration de cette route qui relie l'Abitibi à Mont-Laurier, dans les Laurentides. Les habitants de la ville vivent alors principalement de l'industrie forestière et de l'agriculture. Une mine vient cependant s'y implanter en 1947, mais ne survit que deux années. 

## Toponymie
L'appellation « Louvicourt », qui désigne également un canton en 1920, un lac et une rivière, a été choisie en l'honneur du chevalier Paul de Louvicourt, capitaine des canonniers et des bombardiers, à la bataille de Fort Carillon en 1758.